# Station Gunnislake
Gunnislake is een spoorwegstation van National Rail in Gunnislake, Caradon in Engeland. Het station is eigendom van Network Rail en wordt beheerd door Great Western Railway. 